# Пљехотице
Пљехотице (слч. Plechotice) насељено је мјесто са административним статусом сеоске општине (слч. obec) у округу Требишов, у Кошичком крају, Словачка Република.

## Становништво
| Година:    | 1994. | 2004.   | 2014.   | 2024.   |
| ---------- | ----- | ------- | ------- | ------- |
| Број људи: | 752   | 781     | 788     | 727     |
| Разлика:   |       | +3,85 % | +0,89 % | -7,74 % |

| Година:    | 2023. | 2024.   |
| ---------- | ----- | ------- |
| Број људи: | 728   | 727     |
| Разлика:   |       | -0,13 % |

Према подацима о броју становника из 2011. године насеље је имало 797 становника.